# Check Point
Check Point Software Technologies Ltd. (NASDAQ: CHKP) es una tecnológica multinacional proveedora a nivel global de soluciones de seguridad informática. Conocido por sus productos de cortafuegos y VPN, Check Point fue pionero en la industria con FireWall-1 por incorporar una tecnología patentada de inspección de estado (stateful inspection). Con el tiempo, la compañía ha desarrollado, comercializado y mantenido una amplia gama de software y hardware combinados y productos de software que cubren todo tipo de aspectos de seguridad informática, incluyendo seguridad de redes, seguridad endpoint, seguridad de datos y gestión de seguridad.
Fundada en 1993 en Ramat Gan, Israel, Check Point cuenta hoy con aproximadamente 5800 empleados en todo el mundo, de los cuales aproximadamente 1800 se dedican a la investigación y desarrollo. Los principales centros de desarrollo de la compañía están en Israel, California (ZoneAlarm) y Suecia (donde anteriormente se ubicaba el centro de desarrollo de protección de datos). En total, la empresa tiene oficinas repartidas por todo el Mundo, en Estados Unidos (en San Carlos, California y Dallas, Texas), una oficina ubicada en Canadá (en Ottawa, Ontario) y oficinas en Europa (Londres, París, Múnich, Madrid) y en la región Asia-Pacífico (Japón, Singapur y Sídney, Australia).

## Historia
Check Point fue creada en 1993, por el presidente actual de la compañía y CEO Gil Shwed, a la edad de 25 años, y dos de sus amigos, Marius Nacht (actualmente vicepresidente) y Shlomo Kramer (en el 2003 dejó Check Point para crear una nueva empresa - Imperva, donde se desempeña como presidente y director general). Gil tuvo la idea inicial de la tecnología base de la empresa que se conoce como inspección de estado, siendo esta la raíz para el primer producto de la compañía (llamado simplemente FireWall-1), poco después desarrollaron uno de los primeros productos VPN del mundo (VPN-1).
La financiación inicial de 600.000 dólares fue proporcionada por BRM Group, una financiera de capital riesgo creada por los hermanos Eli y Nir Barkat (quien el 11 de noviembre de 2008 fue elegido alcalde de Jerusalén).
La empresa tuvo su primer éxito comercial en 1994, cuando Check Point firma un acuerdo OEM con Sun Microsystems, seguido por un acuerdo de distribución con HP en 1995. El mismo año, se abre la oficina central de EE. UU. establecida en Redwood City, California .
Para febrero de 1996, la compañía es nombrada líder del mercado mundial en Firewall por IDC, con un 40% del Mercado. En junio de 1996 Check Point recauda $ 67 millones de su oferta pública inicial de acciones en el NASDAQ.
En 1998, Check Point establece una exitosa alianza con Nokia, que combina el software de Check Point con los accesorios de seguridad de red para ordenadores de Nokia, para el 2000 la empresa se convirtió en el principal proveedor mundial de soluciones de VPN (en términos de cuota de mercado). Durante la década del 2000, Check Point adquiere otras empresas de seguridad IT, culminando con la adquisición de la unidad de negocio de Nokia en seguridad de red en el año 2009, poco más de 10 años después de la primera asociación con Nokia.

## Productos
Los Productos de Check Point se dividen en las siguientes categorías principales:
- Security Gateway - negocio de Check Point básico, con productos como accesorios Power-1, dispositivos UTM-1, accesorios IP , VSX-1, Connectra,

Safe@Office y Hojas de software tales como Firewall, IPS y VPN IPSEC.
- Endpoint Security - Integridad Check Point, Agente de seguridad individual que combina firewall, antivirus,

antispyware, cifrado completo del disco, cifrado de los medios de comunicación con protección de puertos,
control de acceso a redes (NAC), control de programa y VPN en endpoint.
- Gestión de Seguridad - Permite a los administradores gestionar eventos, establecer normas y aplicar

protección a toda la infraestructura de seguridad desde una única interfaz.
Las soluciones están basadas en la arquitectura de Software Blade, con una cartera de 10 hojas de software
de gestión incluyendo análisis de caso, correlación y dispositivo de aprovisionamiento.

## Adquisiciones
- SofaWare Technologies, en enero de 2002 (adquisición parcial)[10]
- Zone Labs, creadores del software firewall personal ZoneAlarm, en 2003, por $ 205 millones en efectivo y acciones.[11]
- Protect Data (Protección de datos), el holding de Pointsec Mobile Technologies, en una transacción en efectivo valorada en $ 586m a finales de 2006. [11] Antes de su adquisición por parte de Check Point, Protect Data adquiere Reflex Software.[12]
- NFR Security, un desarrollador de sistema de prevención de intrusos, por $ 20 millones a finales de 2006, luego de su intento fallido de adquirir el mayor proveedor de IPS, Sourcefire IPS.[13]
- Nokia división de Seguridad de accesorios, fue adquirida en abril de 2009.[cita requerida]
- Liquid Machenes, propiedad privada, una startup de seguridad de datos con sede en Boston, fue adquirido en junio de 2010.[14]

En 2005, Check Point trata de adquirir el sistema de prevención de intrusoss de los desarrolladores Sourcefire por $ 225 millones, pero retira su oferta luego de
que quedara claro que las autoridades de EE. UU. tratarían de bloquear la adquisición .

## Certificaciones
Check Point cuenta con una larga historia, formación y certificaciones en sus productos, incluyendo las siguientes
- CPCS - Check Point Certified Specialist
- CCSA - Check Point Certified Security Administrator
- CCSE - Check Point Certified Security Expert
- CCSE+ - Check Point Certified Security Expert Plus
- CCMSE - Check Point Certified Managed Security Expert
- CCMA - Check Point Certified Master Architect